# Vlaamse Technische Kring (Leuven)
De Vlaamse Technische Kring (afgekort: VTK) is een faculteitskring aan de Katholieke Universiteit Leuven van de studenten die studeren aan de faculteit Ingenieurswetenschappen. Deze faculteit omvat studenten burgerlijk ingenieur (informeel burgies genoemd) en studenten burgerlijk ingenieur-architect (archies). VTK Leuven is gesticht in 1920 door J. Raskin.
Met meer dan 3000 leden vormt ze een van de grootste faculteitskringen van Leuven.
Naast de Leuvense vereniging is er ook een Vlaamse Technische Kring verbonden aan de Universiteit Gent, en aan de Vrije Universiteit Brussel is er een gelijkaardige studentenvereniging genaamd Polytechnische Kring.

## Geschiedenis
In het begin van academiejaar 1919-1920 heerste er een drukke sfeer rond de Leuvense studenten. De oorlogsjaren hadden de studenten bewust gemaakt van de ernst van hun studies en toekomst. Door toedoen van het KVHK herleefde ook de Vlaamse beweging in Leuven. Het is in die tijdsgeest dat er ook stemmen beginnen opgaan voor Vlaamse leergangen te Leuven, zo ook bij de ingenieurs. Die waren in die tijd bij de ingenieursstudies nog zo goed als onbestaande, zo waren er slechts twee Nederlandstalige cursussen.
In datzelfde academiejaar nog ontstond onder een aantal Vlaamse studenten het idee om, naast de reeds bestaande "Cercle Mathématique", een "Wiskunde Kring" op te richten die het gebrek aan Nederlandstalig technisch onderwijs aan de Alma mater moest trachten te compenseren. Een aantal professoren steunde dit initiatief met volle overtuiging, maar stuurde aan op een andere naam opdat de ontwikkeling van de nieuwe vereniging geen negatieve invloed zou uitoefenen op de "Cercle Mathématique", vanwaar de keuze voor Technische Kring.
Die Technische Kring werd in begin van het daaropvolgende academiejaar in november 1920 gesticht in een plechtige academische zitting en J. Raskin werd verkozen als eerste voorzitter. Niet veel later zou de vereniging ook de goedkeuring krijgen van toenmalig rector mgr. Ladeuze en zo worden opgenomen in de categorie van academische kringen. De voornaamste activiteit was het organiseren van aanvullende Nederlandstalige  activiteiten op de lessen waarbij voornamelijk professoren van de faculteit lezingen gaven.

## Bekende activiteiten
In 1970 organiseerde VTK voor het eerst de voorloper van de 24-urenloop: een 12 urenloop voor hun studenten. In 1971 werd een 18 urenloop ingericht en vanaf 1972 wordt een vol etmaal gelopen. Vrij snel na de start groeide dit evenement met een stijgend aantal deelnemende kringen en peda's, tentjes, supporters en drank- en eetstandjes. In de tweede helft van de jaren zeventig kreeg VTK assistentie van de Sportraad van ASR (de voorloper van LOKO), later nam ASR en vervolgens in 1986 LOKO de organisatie over.
VTK organiseert sinds lange tijd reeds een jaarlijkse jobbeurs in de periode februari-maart om de laatstejaarsstudenten burgerlijk ingenieur kennis te laten maken met verschillende bedrijven. Sinds 2011 wordt deze gehouden in de Brabanthal in het Haasrode Research Park, nabij Leuven. In 2018 waren 148 bedrijven aanwezig op de VTK Jobfair en kon deze een van de grootste jobbeurzen voor ingenieurs genoemd worden in de Benelux.
Sinds 2015-2016 organiseert VTK samen met LBK de jaarlijkse Interfacultaire Rockrally (IFR) voor rockende studenten.

## Kringlied
De nieuwste editie van het kringlied van VTK werd gemaakt door toenmalig praeses Elke Hendrix in 1993, nadat de melodie van het vorige in de loop van de geschiedenis verloren is gegaan.
Het lied is terug te vinden in de studentencodex van het K.V.H.V.